# Koryu Uchinadi
Koryu Uchinadi eller Koryu Uchinadi Kenpo Jutsu, stiftet i 1989, er en stilart inden for karate.

## Definition og begreber
Karate er en japansk tradtion, hvor stilarten 'Koryu Uchinadi' er en moderne tolkning af karate.

### Begreber
Koryu Uchinadi Kenpo-jutsu betyder følgende:
"Koryu" kan oversættes til "gammel skole".
"Uchina" er et ord, som beboerne på Okinawa bruger og brugte for at omtale sig selv. 
"Kenpo" bliver på engelsk oversat til "fist way" eller "way of the fist" og refererer til den kinesiske kampkunst.
"Jutsu" betyder "færdighed" eller "teknik".

I det 20. århundrede blev "Di" (også skrevet som Te, Ti eller De), der betyder "hånd", senere ændret til "karate-jutsu" og derefter til "karate".

## Historie
Karate som helhed blev kendt i Japan på Okinawa omkring år 1912. Koryu Uchinadi blev kendt ved navn i år ? 

## Metode
Koryu Uchinadi fokuserer på den individuelles stærke sider frem for fikserede teknikker, som kendetegner mange karate-stilarter. Da vi alle lærer enten auditivt, visuelt eller kinestetisk, er undervisningen og de træningsmetoder, som benyttes i Koryu Uchinadi, fokuseret på netop dette, så den enkelte elev får bedst mulig indlæring.
Da udvikling og forandring er det eneste konstante i denne verden, forsøger Koryu Uchinadi at forbedre træningsmetoder og teknikker i takt med, at ny viden kommer til. Her er ikke kun tale om træningsmetoder inden for karate, men også andre fysiske aktiviteter og kampformer.
I mange former for karate lærer eleven kata (form eller figurøvelser) på et tidligt tidspunkt i deres undervisning, med fokus på bevægelsernes/teknikkernes udførelse frem for deres praktiske anvendelighed. I Koryu Uchinadi gøres dette nærmest omvendt.
Eleven lærer først og fremmest grundteknikkerne, som bliver trænet på slagpuder, sandsæk, i serier med kombinationer for at få opbygget et korrekt "delivery system" (på dansk kan man forklare det som maksimal kraftoverførsel) i teknikken. Dernæst lærer man anvendelsen af disse teknikker, som bliver trænet med en partner/modstander.

### Tegumi
En af metoderne, der bliver brugt, for at eleven skal lære anvendelsen af den enkelte teknik, er Tegumi. Tegumi-øvelserne er korte forudbestemte øvelser for to personer, der lærer eleven at "modtage" eller blokere et angreb; det kan for eksempel være et svingslag. 	
Disse Tegumi-øvelser har til formål at udvikle elevens evne til at reagere spontant og funktionelt, hvis de skulle blive mødt med fysisk vold. Alle de defensive teknikker bliver trænet ud fra HAPV teorien (Habitual Acts of Physical Violence), altså de mest almindelige former for angreb, man vil kunne møde fra en ikke-trænet person.
Man kan sige, at Tegumi-øvelserne lærer eleven selvforsvarens svar på ABC.
Eleven lærer desuden Futari renzoku geiko ("futari" betyder 2, "renzoku" betyder "kontinuerlig", "geiko" betyder "træning"), som er længere øvelser end Tegumi, hvor alle øvelserne har et bestemt tema (stillinger, spark, kast, etc.). Disse øvelser består af de enkelte basisteknikker, som eleven allerede har trænet på slagpuder og med modstander. Teknikker er struktureret i en forudbestemt rækkefølge, som trænes solo og med modstander. Man kan sige, at det er en form for et teknikkartotek.
De Futari renzoku geiko som trænes kan ses herunder.
- Basis Futari Renzoku Geiko 
  - Tsuki Waza (Stødteknikker med knoerne)
  - Keri Waza (Spark, benmanøvre og associerede øvelser)
  - Kamae Waza (Stillinger og poseren)
  - Kaishu Waza (Brug af åben hånd)
  - Heishu Waza (Knæ, albuer, skaller, bump med kroppen etc.)
  - Uke Waza (Checking, trapping, og blocking).

- Yderligere Futari Renzoku Geiko
  - Ukemi Waza (Rulle og stopfald)
  - Ne Waza (Gulvkamp)
  - Ne-Keri Waza (Spark- og benteknikker på jorden)
  - Shime Waza (Stranguleringer)
  - Nage Waza (Kast, nedtagninger og balancebrydning)
  - Kansetsu/Tuite Waza (Låse og ledmanipulationer)

### Sparring og kamptræning
Sparring er ligeledes en vigtig del af træningen. Her får eleven mulighed for at udvikle sin spontanitet og ikke mindst forbedre sin stamina (kondition) og teknikforståelse. Der bliver trænet mange forskellige aspekter af kamp så som stående, clinch og gulvkamp samt kombinationer af forestående. Man kan ikke lære at forsvare sig uden på et eller andet tidspunkt at være blevet truffet eller taget ned på jorden, hvilket gør kamptræning nødvendig.
Samtidig lærer kamptræningen eleven at udvikle sin positive aggression eller evne til ikke at give op, hvilket må anses for at være en af de vigtigste faktorer for at kunne overvinde sin modstander.
Selv om der i kamptræningen vil være hård kontakt vil den enkeltes sikkerhed altid være prioriteret. Således er sikkerhedsudstyr (skridt- og tandbeskytter samt handsker) en nødvendighed for at kunne deltage. Under kamptræningen gælder det ikke altid kun om at vinde over sin modstander, men derimod at få en træning, hvor begge parter har mulighed for at udvikle sig. Derfor vil man opleve kamptræning med folk af forskellig størrelse og teknisk niveau.

#### Kamptræning
Koryu Uchinadi bliver ligeledes trænet som et alternativ til de konventionelle metoder af fysisk træning og stresshåndtering. At lære at handle uden følelsesmæssig indblanding mod uprovokerede aggressioner kræver selvkontrol. Denne selvkontrol opnås via træningsmetoder, som frembringer en indre ro. Når eventuelle konflikter skulle opstå, hjælper denne ro med at genoprette ens indre balance, både i personlige og professionelle sammenhænge.

## Hanshi Patrick McCarthy
Koryu Uchinadi Kenpo Jutsu er udviklet af Patrick McCarthy (Hanshi 9.dan), foretager research, foredrag samt er forfatter af blandt andet "Bubishi: The Bible of Karate". McCarthy Sensei har boet i Japan i mere end 10 år, men er nu bosiddende i Brisbane, Australien. Her har McCarthy Sensei trænet med mange mestre på Okinawa og i det øvrige Japan samt Kina. Igennem flere år var McCarthy Sensei en af de mest succesfulde kampsportsudøver i Nordamerika inden for Koryu Uchinadi, og han deltog desuden i de første MMA stævner i Japan.
McCarthy Sensei er i dag gradueret 9. dan (Hanshi) og er den første ikke-japaner, som fik tildelt titlen Kyoshi fra Dai Nippon Butokukai, der er den første officielle kampsportsorganisation i Japan.
McCarthy Sensei er i Danmark mindst en gang om året for at afholde seminar, og her deltager udøvere fra mange forskellige stilarter.

## National organisering
Koryu Uchinadi bliver repræsenteret i Danmark ved Sensei Jim R Sindt.

## International organisering
Koryu Uchinadi bliver organiseret internationalt af Koryu Uchinadi.